# ریشار ژرانیان
ریشار ژرانیان (ارمنی: Ռիշար (Խաչատուր) Անդրանիկի Ժերանյան؛ زادهٔ ۱۷ ژوئیهٔ ۱۹۲۱ - درگذشته ۱۰ اکتبر ۲۰۱۹ (−۵ سال)) یک نقاش و فعال چاپ سنگی و طراح ارمنی‌تبار اهل فرانسه بود. 

## زندگی‌نامه
وی در ۱۷ ژوئیهٔ ۱۹۲۱ در سیواس به دنیا آمد و از آکادمی ژولیان فارغ‌التحصیل گشت. وی برنده جوایزی همچون شد. وی در ۱۰ اکتبر ۲۰۱۹  در سن ۹۸ سالگی در درگذشت.

## مجموعه‌ها
- هنرهای زیبای موزه پوشکین، مسکو
- نگارخانه ملی ارمنستان

## جوایز
- نشان نقره ای شهر پاریس، ۱۹۵۵
- نشان هنری و ادبی، ۱۹۵۹
- جایزه ملی برای نقاشی ماردیروس ساریان ۱۹۸۷
- مدال موسس خورناتسی (جایزه فرهنگی جمهوری ارمنستان) ۲۰۱۱

## نگارخانه

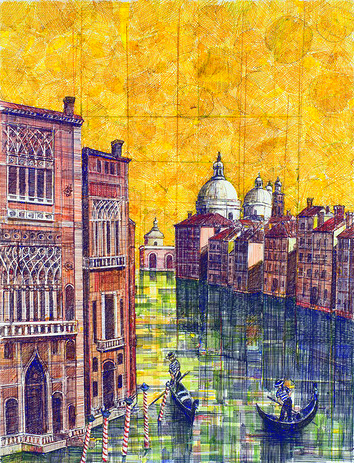